# Sulfat de cobalt
Sulfatul de cobalt este un compus anorganic cu formula chimică CoSO4. Aceasta este sarea divalentă a cobaltului cu acidul sulfuric. Cele mai cunoscute forme de sulfat de cobalt sunt cele hidratate, anume CoSO4·7H2O (monohidrat) și CoSO4·H2O (heptahidrat).
Sulfatul de cobalt și formele sale hidratate sunt cele mai cunoscute sări folosite ale metalului cobalt.

## Proprietăți
Sulfatul de cobalt apare sub formă de cristale roșii-rozulii, monoclinice, care se topesc la temperatura de 100 °C și devin anhidre la 250 °C. Este solubil în apă, slab solubil în etanol, și solubil în special în metanol. Se formează prin reacția cu cobaltul metalic (sau oxizii, hidroxizii sau carbonații de cobalt) cu acidul sulfuric. 

## Utilizări
Sulfatul de cobalt este folosit la prepararea pigmenților, precum și fabricarea altor săruri de cobalt. Pigmentul de cobalt este folosit la porțelan și sticlă, depozite de baterii și băi de electroplacare, cerneluri invizibile, și aditivi pentru mâncarea animalelor.

## Pericol
Sulfatul de cobalt este toxic și ușor cancerigen, în cazul inhalării. Este, de asemenea, un mutagen în bacteria salmonela. 